# Botia kubotai
Cá chuột chấm bi (Danh pháp khoa học: Botia kubotai) là một loài cá trong họ 	Botiidae phân bố rộng rãi ở thượng nguồn lưu vực sông Salween xung quanh biên giới giữa Myanmar và Thái Lan. Môi trường sống của cá chuột chấm bi trong thiên nhiên là nguồn nước trong sạch, giàu oxi, nền có trãi cát, đá.. có ngập lũa và lá rụng.